# ومان لايت (فلم)
ومان لايت (بالفرنسية: Clair de femme) هو فيلم درامي فرنسي صدر عام 1979 من إخراج كوستا غافراس إستنادًا إلى رواية فيلم كلير دي فام عام 1977 للروائي رومان جاري.

## الممثلون
- إيف مونتاند في دور ميشيل فولين
- رومي شنايدر في دور ليديا توفالسكي
- رومولو فالي في دور جالبا
- ليلى كيدروفا بدور سونيا توفالسكي
- هاينز بينينت مثل جورج
- روبرتو بينيني في دور بارمان
- ديتر شيدور في دور سفين سفينسون
- كاثرين الليجريت بدور البغي
- فرانسوا بيرو في دور آلان
- دانيال مسكويش كمفتش كوربيك
- جبرائيل جبور بدور ساشا
- جان كلود بوليود في دور الطيار
- غابرييل دوسورجيت كمخرج مسرحي
- جاك دينام مثل سيارة الأجرة
- جان رينو في دور الشرطي
- ميشيل روبن كطبيب
- ميراندا كامبا في دور الخادمة
- جوليانا كالاندرا

## روابط خارجية
- ومان لايت على موقع IMDb (الإنجليزية)
- ومان لايت على موقع روتن توميتوز (الإنجليزية)
- ومان لايت على موقع ألو سيني (الفرنسية)
- ومان لايت على موقع Turner Classic Movies (الإنجليزية)
- ومان لايت على موقع أول موفي (الإنجليزية)
- ومان لايت على موقع فيلمافينيتي (الإسبانية)
- ومان لايت على موقع قاعدة بيانات الأفلام السويدية (السويدية)
- ومان لايت على موقع قاعدة بيانات الفيلم (الإنجليزية)
- ومان لايت على موقع ليتربوكسد (الإنجليزية)
- ومان لايت على موقع كينوبويسك (الروسية)